# Въстание на Макавеите
Въстанието на Макавеите е въстание на евреите в Юдея срещу Селевкидското царство през 167 – 160 година пр.н.е., довело до възстановяването на държавността на Юдея под управлението на династията на Хасмонеите.
Въстанието започва като реакция срещу политиката за елинизация, провеждана от Антиох IV Епифан, който към 169 година пр. н. е. отнема на евреите Йерусалимския храм и въвежда смъртно наказание за обрязването на деца. Движението на хасидеите започва партизанска война срещу селевкидските гарнизони в Юдея, които от своя страна предприемат насилствена кампания срещу еврейското население в областта. Бунтът става по-организиран, след като е оглавен от свещеника на Модиин Мататия, а след смъртта му – от сина му Юда Макавей и четиримата му братя, наричани общо Макавеи.
Юда Макавей ръководи успешно въстаниците и след поредица военни успехи и сключването на съюз с Римската република, за няколко години бунтовниците установяват контрол над цяла Юдея. Антиох сключва мир с въстаниците, като Селевкидите запазват свой гарнизон в Йерусалим, но религиозните свободи на евреите са възстановени и те тържествено преосвещават осквернения Храм. За първосвещеник в Храма е поставен най-младия от Макавеите – Йонатан, а две десетилетия по-късно техните потомци стават самостоятелни владетели на Юдея.
Успешното въстание и преосвещаването на осквернения Йерусалимски храм се чества от евреите с празника Ханука.